# Хазар Ергючлю
Хазар Ергючлю (на турски: Hazar Ergüçlü) е турска актриса. Най-известните ѝ роли са в образите на Симай Канаш в сериала „Север Юг“, Ейлюл Булутер в сериала „Кварталът на богатите“ и на Джансу Коран в сериала „Висше общество“.

## Биография
Хазар е родена на 1 януари 1993 г. в Северна Никозия. Майка ѝ е дългогодишна водеща на телевизионни предавания, а баща ѝ е директор на кипърска медийна група. Като малка родителите ѝ са я насочвали към професии, свързани с право, но в гимназията решава, че ще се занимава с театър, след което решава да стане актриса.

## Кариера
Първата и поява е във филма „Сенки и лица“ през 2010 година в ролята на Рухсар. През 2011 се снима в сериала „Север Юг“ в ролята на Симай Канаш.
През 2013 участва във филма „Моят свят“. От 2013 до 2015 играе ролята на Ейлюл Булутер в турската версия на сериала „Кварталът на богатите“.
През 2016 Хазар започва участие в главната роля на Джансу Коран в сериала „Висше общество“.

## Филмография

### Телевизия
| Година      | Заглавие                | Роля          |
| ----------- | ----------------------- | ------------- |
| 2011 – 2013 | Север Юг                | Симай Канаш   |
| 2013 – 2015 | Кварталът на богатите   | Ейлюл Булутер |
| 2015        | Майки                   | Кадер Аяз     |
| 2016        | Висше общество          | Джансу Коран  |
| 2017        | Тайните на живота       | Сехер Кузгюн  |
| 2018        | Dudullu Postası         | Мелис         |
| 2018 – 2020 | Защитникът              | Зейнеп        |
| 2020 - 2021 | Ярки пламъци            | Чичек         |
| 2020        | Обадете се на агента ми | себе си       |
| 2022        | Животът днес            | Сюзан Майер   |
| 2024 -      | Перлени мъниста         | Дилбер        |

### Филми
| Година | Заглавие       | Роля   |
| ------ | -------------- | ------ |
| 2010   | Сенки и лица   | Рухсар |
| 2012   | Ненаситен глад | Сена   |
| 2013   | Моят свят      | Айла   |